# Bert Hölldobler

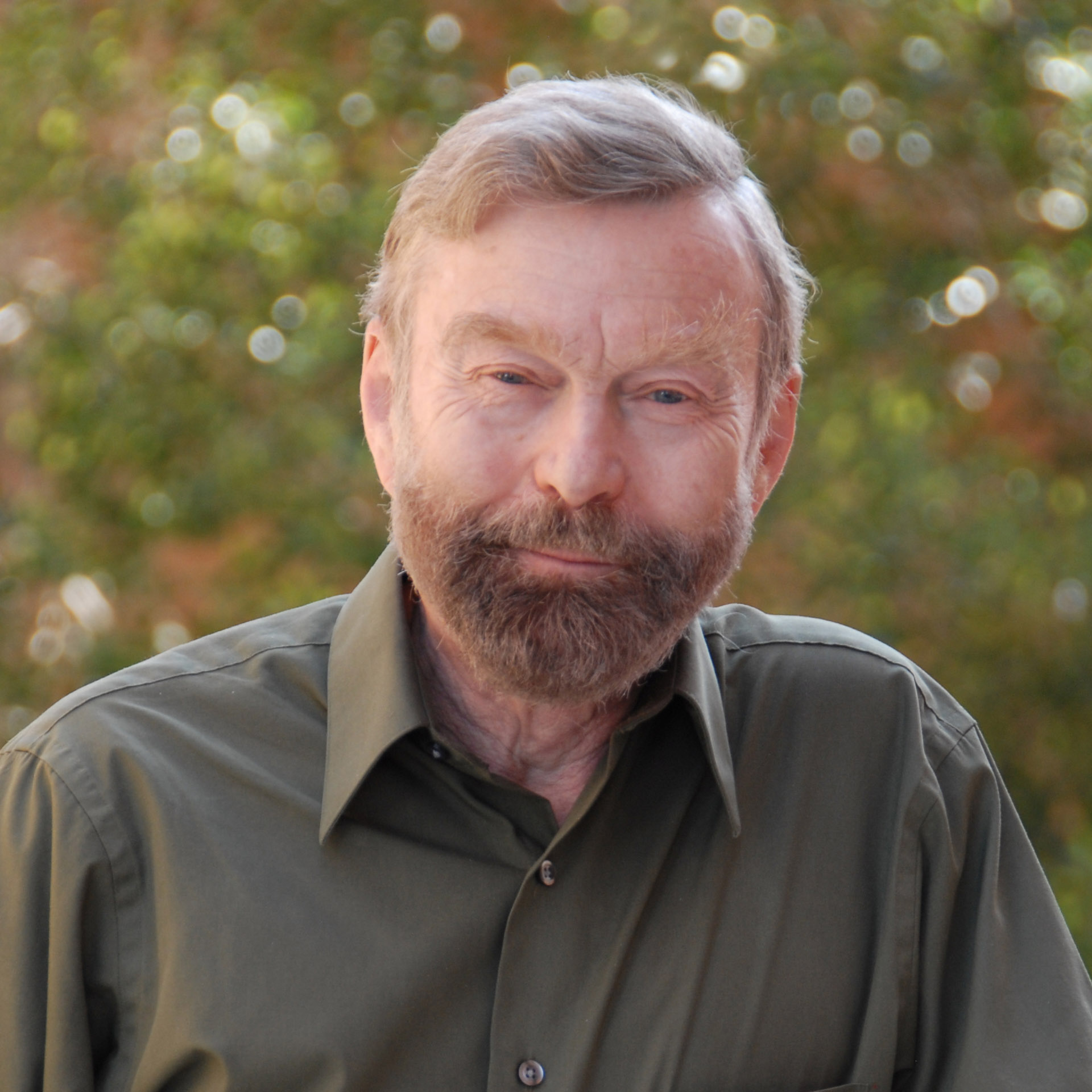
Bert Hölldobler, 2010

Bert Hölldobler (eigentlich Berthold Karl Hölldobler; * 25. Juni 1936 in Erling-Andechs, Oberbayern) ist ein deutscher Verhaltensforscher, Soziobiologe und Evolutionsökologe.

## Leben
Bert Hölldobler wurde als Sohn eines Mediziners und Zoologen geboren, wuchs in Ochsenfurt auf und legte am Gymnasium Marktbreit sein Abitur ab. Er studierte Biologie und Chemie an der Julius-Maximilians-Universität Würzburg. 1965 wurde er in Würzburg mit einer Arbeit über das soziale Verhalten der Männchen bei den Rossameisen und Bedeutung der Männchen für die Organisation der Ameisenstaaten zum Dr. rer. nat. promoviert. 1969 habilitierte er sich an der Johann-Wolfgang-Goethe-Universität Frankfurt am Main.
1971 wurde er zum Professor für Zoologie an der Universität Frankfurt ernannt. Von 1973 bis 1990 war er Professor für Biologie und Alexander-Agassiz-Professor für Zoologie an der Harvard University in Cambridge (Massachusetts). 1989 kehrte er nach Deutschland zurück und übernahm den Lehrstuhl für Verhaltensphysiologie und Soziobiologie am Theodor-Boveri-Institut der Julius-Maximilians-Universität Würzburg. Er war zweiter Inhaber der Johannes-Gutenberg-Stiftungsprofessur im Sommersemester 2001 an der Johannes-Gutenberg-Universität Mainz und von 2002 bis 2008 Andrew D. White Professor at Large an der Cornell University, Ithaca, (New York).
Seit seiner Emeritierung im Jahr 2004 ist Hölldobler Forschungsprofessor in der School of Life Sciences an der Arizona State University in Tempe (Arizona). Er ist dort einer der Gründer der Social Insect Research Group (SIRG) und des Center for Social Dynamics and Complexity.

## Forschungsfelder
Bert Hölldobler ist ein internationaler Spitzenforscher auf dem Gebiet der experimentellen Verhaltensphysiologie und Soziobiologie. Weitere Arbeitsgebiete sind Verhaltensökologie, Evolutionsbiologie, Chemische Ökologie und die Biologie sozialer Insekten.
Seine Arbeiten über soziale Insekten, besonders über Ameisen, brachten viele neue Erkenntnisse zu Paarungsstrategien, Regulation der Reproduktion, Territorialität und Orientierung, Organisation von Superorganismen, Evolution von Eusozialität und Multilevel-Selektion, chemischen Kommunikation und multi-modalen Kommunikation, zu Ameisennestern als ökologische Inseln für myrmekophile Arthropoden.

## Forschungsergebnisse
Hölldoblers Interesse gilt den Kommunikationsmechanismen sozialer Insekten, durch die das Verhalten der Tausenden von Individuen integriert wird und die den Dominanzstrukturen, den Kasten- und Arbeitsteilungssystemen und der Regulation der sozialen Homoeostase einer Tiergemeinschaft zu Grunde liegen. Er betrachtet die sozialen Insekten als ideale Modellobjekte, um verhaltensökologische, soziobiologische und populationsbiologische Konzepte zu entwickeln und zu testen. Die Insektensozietäten zeigen aus seiner Sicht in sehr klarer Weise, wie Constraints in der Lebensgeschichte und ökologische Constraints die Evolution von sozialen Systemen beeinflussen. Im Folgenden werden einige Forschungsthemen Hölldoblers getrennt skizziert und dabei aufgezeigt, wie die Themen zusammenhängen.

### Paarungsstrategien
Hölldobler gelang es erstmals zu zeigen, dass bei einigen Rossameisenarten (Camponotus) die Männchen im Nest überwintern und dass der Überwinterungsphase eine soziale Phase vorausgeht, während der die Männchen am sozialen Futterfluss beteiligt sind, d. h. nicht nur Futter von den Arbeiterinnen empfangen, sondern auch Futter durch Regurgitation an andere Männchen und Nestgenossinnen weitergeben. Erst nach der Winterphase beginnt die reproduktive Phase, während der sich die Männchen an dem sozialen Futterfluss nicht mehr beteiligen. Die reproduktive Phase endet mit dem Paarungsflug, und zusammen mit Ulrich Maschwitz gelang der erste Nachweis von chemischen Signalen, durch die die Paarungsflüge der Geschlechtstiere in Rossameisenkolonien synchronisiert werden. Weiterhin wurde von Hölldobler und seinen Mitarbeitern eine Vielfalt von Paarungsstrategien bei Ameisen entdeckt. Dabei gelang der erste Nachweis von weiblichen Sexualpheromonen bei Ameisen und der Nachweis grundlegend unterschiedlicher Paarungsstrategien bei phylogenetisch ursprünglichen und weiteren evolvierten Arten.
In einer Reihe von Studien wurde die Paarungshäufigkeit in Ameisenpopulationen untersucht, und zwar verhaltensbiologisch wie auch populationsgenetisch. Dabei haben sich große Unterschiede gezeigt. Bei einigen Arten, z. B. der Gattung Pogonomyrmex, paaren sich Weibchen mit mehreren Männchen (5–20), die Weibchen anderer Arten sind dagegen strikt monogam. Polyandrie und Polygynie auf der einen Seite und Monoandrie und Monogynie auf der anderen sind ganz entscheidende Faktoren, die die Populationsstrukturen innerhalb der Sozietäten bestimmen und Rückwirkungen auf intra- und interkoloniale Konflikte, Arbeitsteilungssysteme und Territorialität in Ameisenpopulationen haben. Dazu wurden von Hölldobler und seinen Mitarbeitern zahlreiche Arbeiten vorgelegt.

### Regulation der Reproduktion
Eng mit dem oben genannten Forschungsbereich sind Fragen verknüpft zur Regulation der Reproduktion innerhalb der Ameisensozietäten. Über die Vielfalt der Mechanismen und ihrer Evolution war lange nichts bekannt. Hölldoblers Arbeitsgruppe hat die Regulationsmechanismen bei sogenannten „primitiven“ Arten (Ponerinae, Myrmeciinae), die in relativ kleinen und hierarchisch organisierten Sozietäten leben, mit denen von „hoch evolvierten“ Arten (Formicinae, Myrmicinae) verglichen, die riesige netzwerkartig organisierte Sozietäten bilden. Bei den hierarchisch organisierten Sozietäten wird Reproduktion durch interindividuelle Konflikte und aggressives „Policing“-Verhalten der Arbeiterinnen und mittels Fertilitätssignalen reguliert. Diese Fertilitätssignale bestehen meist aus komplexen Gemischen von Kohlenwasserstoffen auf der Kutikula (CHC).
Die Situation ist völlig anders in den riesigen netzwerkartig organisierten Ameisensozietäten, die gleichsam wie ein Superorganismus funktionieren. Für diese Nestpopulationen von Hunderttausenden oder gar mehreren Millionen sterilen Individuen und für nur ein Reproduktionstier (Königin) gibt es keine Dominanzhierarchien. Arbeiterinnen haben zwar Eierstöcke (Ovarien), und bei Abwesenheit der Königin legen sie haploide Eier (aus denen Männchen entstehen). In Anwesenheit der Königin bleiben die Arbeiterinnen allerdings steril. Es konnte früher bereits gezeigt werden, dass Königinnen über chemische Signale ihre Anwesenheit anzeigen.
Es blieb aber völlig rätselhaft, wie dieses Königinnen-Signal ständig in der gesamten Kolonie verteilt wird. Mitarbeiter in der Hölldobler-Gruppe entdeckten, dass auch bei solchen Arten die Königin ein charakteristisches kutikuläres Kohlenwasserstoff-Profil produziert. Außerdem wurde nachgewiesen, dass die von der Königin gelegten Eier ebenfalls mit dem typischen Kohlenwasserstoff-Profil der Königin markiert sind. Diese Eier werden laufend von Arbeiterinnen im Volk verteilt, und damit wird das Königin-Signal verbreitet. Die Arbeiterinnen können genau unterscheiden zwischen Eiern, die von der Königin gelegt wurden, und solchen, die von Arbeiterinnen stammen. Solange die Königin im Ameisenstaat präsent ist, werden die von Arbeiterinnen gelegten Eier von den Nestgenossinnen zerstört. Auch das ist Policing. Meist aber bleiben die Arbeiterinnen bei Anwesenheit der Königin steril, selbst wenn sie keinen direkten Kontakt zur Königin haben. Es konnte nachgewiesen werden, dass allein die Eier, die von der Königin gelegt wurden, oder deren Kohlenwasserstoffgemische genügen, bei den Arbeiterinnen die Entwicklung der Ovarien zu inhibieren. Allerdings gibt es auch Arten, bei denen die Eier offensichtlich kein spezifisches Königin-Signal tragen. Für diese Arten weiß man bisher nicht, wie das Königinnensignal in der Kolonie verbreitet wird.

### Superorganismus-Territorialität-Populationsstruktur
Während sich die oben genannten Untersuchungen auf die regulierende Funktion von Individuen in den Nestpopulationen konzentrierten, hat sich Hölldobler auch mit den Ameisensozietäten als Ganzes, also mit dem Ameisenstaat als "Superorganismus" beschäftigt.
Superorganismen werden von Hölldobler und Edward O. Wilson als funktionelle Entitäten gesehen. Der Superorganismus steht in ökologischer Konkurrenz mit gleichartigen Superorganismen (intraspezifische Konkurrenz) und mit solchen anderer sympatrischer Arten (interspezifische Konkurrenz). Es wurde nachgewiesen, dass das ökologische Mosaik von Ameisengesellschaften durch eine Vielzahl von innerartlichen und zwischenartlichen Interaktionen der Sozietäten bestimmt wird. Hölldobler untersuchte die zugrunde liegenden Verhaltensmechanismen der Feind- und Konkurrenten-Erkennung und der territorialen Furagierstrategien und hat damit einen wichtigen Beitrag geleistet zu der lebhaft diskutierten Frage, inwieweit die Strukturen ökologischer Gesellschaften auf Konkurrenz beruhen. Es wurde bisweilen angezweifelt, dass bei Insekten Konkurrenz ein wichtiger strukturierender Faktor ist. Die experimentellen verhaltensökologischen Untersuchungen belegen jedoch eindeutig, dass für ökologisch dominante Ameisenarten die Konkurrenz zwischen den Sozietäten der wichtigste strukturierende Faktor in der Population darstellt.

#### Territorialstrategien
In diesem Zusammenhang hat Hölldobler eine vergleichende Analyse der territorialen Strategien bei Ameisen durchgeführt. Dabei wurden vor allem die von ihm gefundenen Kommunikationsmechanismen (verschiedene Rekrutierungstechniken) und der Einsatz von Kolonie-Ressourcen für die Etablierung und Verteidigung von Territorien mit der Verteilung der Futterquellen im Areal in Beziehung gesetzt. Aus diesen empirisch gewonnenen Korrelationen konnten zusammen mit Charles Lumsden Modelle entwickelt werden, die nahelegten, dass Ameisen bei der Anlage und Verteidigung von Territorien einem Kosten-Nutzen-Prinzip folgen. Besonderes Interesse weckte die Entdeckung von intraspezifischer Sklaverei. Besonders bei Arten der Honigameisen (Myrmecocystus) wurde entdeckt, dass größere Kolonien kleinere Kolonien in der Nachbarschaft vernichten und die Arbeiterinnen, die aus der geraubten Brut in der Siegerkolonie schlüpfen, als Arbeitskräfte in der fremden Kolonie fungieren.
Für jede Arbeiterin, die geraubt werden kann, spart die Kolonie Ressourcen, die sie in die Produktion von Geschlechtstieren investiert. Es sind ja letztlich die Geschlechtstiere, die die Gene in die nächsten Generationen transportieren, d. h. die Fitness der Kolonie ist korreliert mit der Anzahl der Geschlechtstiere, die jährlich ihre Gene in den Gen-Pool der Population einbringen.

### Der Superorganismus und Multilevel-Selektion
Unter Evolutionsbiologen, die vorwiegend Gen-Selektionsmodelle vertreten, ist das „Superorganismus“-Modell lange nicht akzeptiert worden. Mittlerweile hat sich aber der „Zeitgeist“ gewandelt und neuerdings wird zunehmend auch die Kolonie, d. h. der Superorganismus, als eine „Selektionseinheit“ gesehen. Zusammen mit E. O. Wilson hat Hölldobler stets argumentiert, dass der Superorganismus einen „erweiterten Phänotyp“ darstellt, dessen funktionelle Merkmale (soziale Organisation, Kommunikations- und Arbeitsteilungssysteme) von der Selektion geformt werden (Multilevel-Selektion). Das heißt, derjenige Superorganismus, der über besser angepasste Organisation und Kommunikationssysteme verfügt und deshalb effektiver Ressourcen einbringt, wird mehr Geschlechtstiere produzieren als ein weniger gut angepasster konkurrierender Superorganismus. Die Geschlechtstiere sind letztlich die Transporteure der Gene des Superorganismus, d. h. je mehr Geschlechtstiere zum Paarungsflug und zukünftigen Koloniegründung in die Population entlassen werden, desto mehr Allele dieses Superorganismus finden sich im Genpool der Population. Der Superorganismus ist also in der Tat der „extended phenotype“ seiner reproduktiven Einheit, nämlich der Königin und der Männchen, deren Spermien die Königin in ihrer Samentasche speichert. Aus Hölldoblers Sicht widerspricht die Multilevel-Selektions-Theorie nicht der von William D. Hamilton entwickelten Gesamtfitness-Theorie (auch Verwandtenselektionstheorie genannt). Beide Modelle legen das theoretische Fundament für das Verstehen der Evolution der Eusozialität und der hoch komplexen Insektensozietäten.

### Kommunikation
Im Gegensatz zu den sogenannten „primitiven“ Ameisensozietäten, bei denen der intrakoloniale Konflikt unter den Nestgenossinnen wesentlich größer ist als der interkoloniale Konflikt (es gibt keine Territorien; die Tiere furagieren einzeln), ist bei hoch entwickelten Ameisenstaaten intrakolonialer Konflikt minimal, der interkoloniale Konflikt dagegen erheblich, denn diese Arten sind meist sehr territorial und furagieren in organisierten Massen. Während man also bei den primitiven Ameisensozietäten kaum von Superorganismus sprechen kann, stellen viele der hoch entwickelten Ameisenstaaten echte Superorganismen dar.
Hölldobler und sein Team haben sich intensiv mit der Organisation von Superorganismen, vor allem mit den Kommunikationssystemen beschäftigt. Dabei wurde ein überaus reiches chemisches Kommunikations-„Vokabular“ entdeckt. Die verhaltensphysiologische Analyse der chemischen Kommunikation und der modulierenden mechanischen Signale wurde ergänzt durch die chemische Aufklärung der Pheromone (in Zusammenarbeit mit mehreren Spezialisten der Naturstoffchemie). Die Funktion dieser Signale bei der Organisation von Furagierverhalten und Territorialverteidigung sowie Orientierung wurden für eine Vielzahl von Arten untersucht. Zahlreiche Arbeiten dazu sind publiziert.
Hölldoblers vergleichende Untersuchungen zur Funktion und Evolution der chemischen Kommunikation und der modulierenden vibratorischen und taktilen Schlüsselreize haben nicht nur einen Einblick in eine erstaunliche Biodiversität dieser Verhaltensmechanismen verschafft, sondern sie hatten auch wichtige Auswirkungen auf die höhere Klassifizierung der Formiciden. Die exokrinen Drüsen und ihre Sekrete stellen dabei markante systematische Merkmale dar, die von Systematikern nicht leicht erkannt werden.

### Ameisennester als ökologische Inseln
Wie jeder Organismus, so stellt auch der Superorganismus „Ameisenstaat“ eine ökologische Insel für zahlreiche andere Organismen dar, die in parasitischer oder mutualistischer Symbiose oder als einfache Kommensalen in den Ameisenstaaten bzw. mit Ameisen leben. Ein Ameisennest bietet zahlreiche ökologische Nischen für solche Organismen. Seit vielen Jahren beschäftigt sich Hölldobler mit der Vielfalt dieser Symbiosen. Für die myrmekophilen Käfer der Unterfamilie Aleocharinae konnte eine Reihe von Evolutionsstufen aufgewiesen werden, die einen plausiblen Evolutionsweg der hoch angepassten Parasiten nahelegen. Es konnte gezeigt werden, dass die am weitesten fortgeschrittenen Myrmekophilen, die im Brutnest der Ameisenwirte leben, das Kommunikationssystem der Ameisenwirte nachahmen und somit nicht nur in das Brutnest getragen, sondern auch von den Ameisen gefüttert und gepflegt werden, obgleich die Käfer die Ameisenbrut fressen. Zahlreiche ähnliche myrmekophile Adaptationen wurden entdeckt und analysiert, einschließlich die Funktion und Evolution von intrazellulären Bakterien, deren Koevolution mit den Ameisenwirten erstmals beschrieben wurde. In einer massiven internationalen Forschungsinitiative ist es gelungen, das stark reduzierte Genom dieser symbiontischen Bakterien-Art (Blochmannia floridana) zu sequenzieren. Außerdem konnte der Übertragungsweg der Symbionten und ihr Verhalten bei der Ontogenese der Wirtsorganismen genau verfolgt werden. Diese Entdeckungen haben ein völlig neues Forschungsgebiet aufgetan, das die Beziehungen und Abhängigkeiten im Stoffwechsel von Wirt und Symbiont untersucht.

## Auszeichnungen und Ehrungen
- Die Ameisenart Lenomyrmex hoelldobleri wurde nach ihm benannt.[143]
- John Simon Guggenheim Fellowship (1980)
- Pulitzer-Preis (1991) für The Ants gemeinsam mit Edward O. Wilson
- Gottfried-Wilhelm-Leibniz-Preis der Deutschen Forschungsgemeinschaft (1990)
- Amerikanischer Wissenschaftspreis der Alexander-von-Humboldt-Stiftung (U.S. Senior Scientist Prize of the Alexander von Humboldt Foundation)
- Werner Heisenberg-Medaille der Alexander von Humboldt-Stiftung
- Karl Ritter von Frisch Medaille (Wissenschaftspreis der Deutschen Zoologischen Gesellschaft) (1996)
- Körberpreis für die Europäische Wissenschaft (1996)
- Benjamin Franklin-Wilhelm von Humboldt-Preis des German-American Academic Council (1999)
- Ehrendoktorwürde im Fachbereich Biologie der Universität Konstanz (2000)
- Bundesverdienstkreuz 1. Klasse des Verdienstordens der Bundesrepublik Deutschland (2000)
- Bayerischer Maximiliansorden für Wissenschaft und Kunst (2003)
- Alfried-Krupp-Wissenschaftspreis (2004)
- Treviranus-Medaille des Verbandes deutscher Biologen (vdbiol) (2006)
- Lichtenberg-Medaille (2010)
- Ernst-Jünger-Preis für Entomologie des Landes Baden-Württemberg (2010)
- Cothenius-Medaille in Gold der Deutschen Akademie der Naturforscher Leopoldina (2011)
- Lorenz-Oken-Medaille der Gesellschaft Deutscher Naturforscher und Ärzte (2016)
- Fabricius-Medaille der Deutschen Gesellschaft für allgemeine und angewandte Entomologie

## Mitgliedschaften (Auswahl)
- Bayerischen Akademie der Wissenschaften (1986 korrespondierend, 1995 ordentlich)
- American Academy of Arts and Sciences (1974)
- Deutsche Akademie der Naturforscher Leopoldina (1975)[144]
- Fellow of the American Association for the Advancement of Sciences (1979)
- Academia Europaea (1994)
- Berlin-Brandenburgische Akademie der Wissenschaften (1995)
- American Philosophical Society (1997)[145]
- National Academy of Sciences (1998)

## Bücher
- Das soziale Verhalten der Ameisenmännchen und seine Bedeutung für die Organisation der Ameisenstaaten: Untersuchung an Camponotus herculeanus L., Camponutus ligniperda Latr. und Formica polyctena Foerst. Würzburg 1966 DNB 481483276 (Dissertation Universität Würzburg, Naturwissenschaftliche Fakultät, 4. Februar 1966, 122 Seiten).
- mit Martin Lindauer (Hrsg.): Experimental Behavioral Ecology and Sociobiology. In memoriam Karl von Frisch 1886–1982. International symposium of the Akademie der Wissenschaften und der Literatur, Mainz, October 17th–19th, 1983 at Mainz. Fischer, Stuttgart / New York, NY 1985, ISBN 3-437-30461-5.
- mit Thomas Eisner & Martin Lindauer: Chemische Ökologie, Territorialität, gegenseitige Verständigung. Fischer, Stuttgart / New York, NY 1986, ISBN 3-437-30524-7.
- mit Edward O. Wilson: The Ants. Springer, Heidelberg 1990, ISBN 3-540-52092-9.
- mit Edward O. Wilson: Journey to the Ants. Harvard University Press, 1994, ISBN 0-674-48526-2.
- mit Edward O. Wilson: Ameisen. Die Entdeckung einer faszinierenden Welt.  Birkhäuser, Basel 1995, ISBN 3-7643-5152-7.
- Auf den Spuren der Ameisen. Springer Spektrum, Heidelberg 2013, ISBN 978-3-642-32565-6.
- mit Rainer Wirth, Hubert Herz, Ronald J. Ryel & Wolfram Beyschlag: Herbivory of Leaf-Cutting Ants. A Case Study on Atta colombica in the Tropical Rainforest of Panama. Springer, Heidelberg 2003, ISBN 3-540-43896-3.
- mit Edward O. Wilson: The Superorganism: The Beauty, Elegance, and Strangeness of Insect Societies. W.W. Norton, New York 2008, ISBN 978-0-393-06704-0.
- mit Edward O. Wilson: Der Superorganismus. Der Erfolg von Ameisen, Bienen, Wespen und Termiten. Springer, Heidelberg 2010, ISBN 978-3-540-93766-1.

## Interviews im Web
- Deutschlandfunk.de, Zwischentöne, 26. Juni 2016, im Gespräch mit Tanja Runow: Musik und Fragen zur Person. Der Soziobiologe, Verhaltensforscher und Evolutionsökologe Bert Hölldobler
- newsroom.ucr.edu: UC Riverside. Leading Entomologist to Give Talk at UC Riverside on Communication and Cooperation in Ant Societies
- youtube.com: TheDrexelInterview: E. O. Wilson and Bert Hölldobler - part 01, part 02, part 03, part 04
  - Dezember 2009, mit Alida Mercado Gárdenas: at the ESA Annual Meeting

## Interviews in Magazinen
- Der Ameisenfreund. Spektrum der Wissenschaft März 2009 S. 46–53
- Der ganze Staat ist das Hirn. Der Ameisenforscher Bert Hölldobler über Sklaverei, Völkerwanderungen und kriegerische Schauturniere bei Ameisenkolonien – und die Vorteile einer Sozialstruktur ohne Hierarchien. Der Spiegel 5/2010, S. 102–106
- Der Zivilisationskritiker. Universum, Oktober 2011, S. 74–77

## Fachberichte in Magazinen
- Der Herr der Ameisen. Auf: wissenschaft.de vom 1. Februar 2002 (zugleich Bild der Wissenschaft 1/2002, S. 28).
- Die einzelne Ameise ist keine Ameise. DAS MAGAZIN 38/2011, S. 13–19

## Dokumentarfilme
- Ants don't fight wars for war's sake
- Ants fight to survive